# 2020년 시카고 영화 비평가 협회상
제33회 시카고 비평가 협회상은 2020년 12월 21일에 열린 시상식이다.

## 수상 및 후보

### 작품상
- 노마드랜드 - 클로이 자오 수상
- Da 5 블러드 - 스파이크 리
- 퍼스트 카우 - 켈리 라이카트
- 러버스 락 - 스티브 맥퀸
- 프라미싱 영 우먼 - 에머랄드 펜넬

### 감독상
- 노마드랜드 - 클로이 자오 수상
- 프라미싱 영 우먼 - 에머랄드 펜넬
- Da 5 블러드 - 스파이크 리
- 러버스 락 - 스티브 맥퀸
- 퍼스트 카우 - 켈리 라이카트

### 남우주연상
- 마 레이니, 그녀가 블루스 - 채드윅 보스만 수상
- 사운드 오브 메탈 - 리즈 아메드
- 더 파더 - 안소니 홉킨스
- Da 5 블러드 - 델로이 린도
- 미나리 - 스티븐 연

### 여우주연상
- 노마드랜드 - 프란시스 맥도맨드 수상
- 이제 그만 끝낼까 해 - 제시 버클리
- 더 네스트 - 캐리 쿤
- 마 레이니, 그녀가 블루스 - 비올라 데이비스
- 프라미싱 영 우먼 - 캐리 멀리건

### 남우조연상
- 사운드 오브 메탈 - 폴 라시 수상
- Da 5 블러드 - 채드윅 보스만
- 온 더 록스 - 빌 머레이
- 원 나이트 인 마이애미 - 레슬리 오덤 주니어
- 노마드랜드 - 데이빗 스트라탄

### 여우조연상
- 보랏 서브시퀀트 무비필름 - 마리아 바카로바 수상
- 이제 그만 끝낼까 해 - 토니 콜렛
- 맹크 - 아만다 사이프리드
- 맹그로브 - 레티티아 라이트
- 미나리 - 윤여정

### 각본상
- 전혀아니다,별로아니다,가끔그렇다,항상그렇다 - 엘리자 히트맨 수상
- Da 5 블러드 - 대니 빌슨 외 3명
- 프라미싱 영 우먼 - 에머랄드 펜넬
- 소울 - 피트 닥터 외 2명
- 트라이얼 오브 더 시카고 7 - 아론 소킨

### 각색상
- 노마드랜드 - 클로이 자오 수상
- 더 파더 - 크리스토퍼 햄튼 외 1명
- 퍼스트 카우 - 조나단 레이몬드 외 1명
- 이제 그만 끝낼까 해 - 찰리 카우프만
- 원 나이트 인 마이애미 - 켐프 파워

### 외국어영화상
- 어나더 라운드 - 토마스 빈터베르그 수상
- 바쿠라우 - 클레버 멘돈사 필로 외 1명
- 빈폴 - 칸테미르 발라고프
- 콜렉티브 - 알레그잔데르 나나우
- 더 위핑 우먼 - 자이로 부스타만테
- 비탈리나 바렐라 - 페드로 코스타

### 다큐멘터리상
- 딕 존슨 이즈 데드 - 커스틴 존슨 수상
- 콜렉티브 - 알레그잔데르 나나우
- 데이비드 번 아메리칸 유토피아 - 스파이크 리
- 소셜 딜레마 - 제프 올롭스키
- 타임 - 가렛 브래들리

### 애니메이션상
- 늑대의 집 - 크리스토발 레온 외 1명 수상
- 숀더쉽 더 무비: 꼬마 외계인 룰라! - 윌 베처 외 1명
- 소울 - 피트 닥터
- 울프워커스 - 톰 무어 외 1명
- 온워드: 단 하루의 기적 - 댄 스캔론

### 촬영상
- 노마드랜드 - 조슈아 제임스 리차드 수상
- 퍼스트 카우 - 크리스 블로벨트
- 러버스 락 - 샤비어 커크너
- 맹크 - 에릭 메세츠미트
- 더 배스트 오브 나이트 - 미구엘 로안 리틴 멘즈

### 음악상
- 소울 - 트렌트 레즈너 외 2명 수상
- Da 5 블러드 - 테렌스 블랜차드
- 마 레이니, 그녀가 블루스 - 브랜포드 마살리스
- 맹크 - 트렌트 레즈너 외 1명
- 테넷 - 러드윅 고랜슨

### 편집상
- 이제 그만 끝낼까 해 - 로버트 프레이즌 수상
- 러버스 락 - 크리스 딕큰스 외 1명
- 노마드랜드 - 클로이 자오
- 테넷 - 제니퍼 레임
- 트라이얼 오브 더 시카고 7 - 알란 바움가르텐

### 미술상
- 맹크
- 버즈 오브 프레이(할리 퀸의 황홀한 해방)
- 엠마
- 퍼스트 카우
- 이제 그만 끝낼까 해

### 의상상
- 엠마 - 알렉산드라 바이른 수상
- 버즈 오브 프레이(할리 퀸의 황홀한 해방)
- 퍼스트 카우
- 마 레이니, 그녀가 블루스
- 맹크

### 시각효과상
- 인비저블맨
- 이제 그만 끝낼까 해
- 미드나이트 스카이
- 조종자
- 테넷

### 유망감독상
- 프라미싱 영 우먼 - 에머랄드 펜넬 수상
- 더 40 이어 올드 버전 - 라다 블랭크
- 미나리 - 정이삭
- 사운드 오브 메탈 - 다리어스 마더
- 더 배스트 오브 나이트 - 앤드류 패터슨

### 유망연기상
- 전혀아니다,별로아니다,가끔그렇다,항상그렇다 - 시드니 플래니건 수상
- 보랏 서브시퀀트 무비필름 - 마리아 바카로바
- 원 나이트 인 마이애미 - 킹슬리 벤-아딜
- 세인트 프란시스 - 켈리 오설리반
- 뉴스 오브 더 월드 - 헬레나 젱겔